# Phellinus linteus
Phellinus linteus är en svampart som först beskrevs av Berk. & M.A. Curtis, och fick sitt nu gällande namn av Teng 1963. Phellinus linteus ingår i släktet Phellinus och familjen Hymenochaetaceae.   Inga underarter finns listade i Catalogue of Life.